# スリ・ヴニヴァル
スリ・ヴニヴァル（Suliasi Vunivalu、1995年11月27日 - ）は、スーパーラグビー・パシフィックレッズに所属するラグビーユニオン選手。元ラグビーリーグ選手。

## プロフィール
- フィジー・スバ出身[1]。
- ポジションはウィング(WTB)。
- 身長 192cm、体重 99kg
- ラグビーリーグ選手時代、ラグビーリーグ・ワールドカップ2017のラグビーリーグフィジー代表に選ばれた[2]。
- オーストラリア代表キャップは2（2023年8月現在）でラグビーワールドカップ2023のオーストラリア代表に選ばれた[3]。

## 略歴
メルボルン・ストームを経て、2021年、レッズに加入。
2022年7月16日に行われたイングランド戦にて途中出場でオーストラリア代表初キャップ獲得。